# 速水侑
速水 侑（はやみ たすく、1936年10月28日 - 2015年8月）は、日本の仏教学者、東海大学名誉教授。専攻は日本仏教史。

## 経歴
1936年、北海道生まれ。北海道大学文学部を卒業し、同大学院文学研究科に進む。1964年、博士課程単位取得退学。その後は母校の北海道大学助手に採用され、後に助教授昇進。1970年、東海大学助教授を経て教授、2006年、東海大学を定年退任し名誉教授。

## 著書
- 『観音信仰』 塙書房〈塙選書〉、1970、新版1983。オンデマンド版 2002
- 『弥勒信仰 もう一つの浄土信仰』 評論社〈日本人の行動と思想〉、1971／吉川弘文館〈読みなおす日本史〉、2023 ISBN 9784642075282
- 『地蔵信仰』 塙書房〈塙新書〉、1975、新版刊
- 『平安貴族社会と仏教』吉川弘文館「日本宗教史研究叢書」、1975。オンデマンド版 2013 ISBN 9784642042635
- 『浄土信仰論』雄山閣出版〈古代史選書〉、1978
- 『菩薩 仏教学入門』東京美術〈東京美術選書〉、1982
  - 『菩薩 由来と信仰の歴史』講談社学術文庫、2019
- 『日本仏教史 古代』吉川弘文館、1986 ISBN　9784642067515
- 『呪術宗教の世界 密教修法の歴史』 塙書房〈塙新書〉、1987、新版刊
- 『源信』 吉川弘文館〈人物叢書〉、1988。オンデマンド版 2020 ISBN 9784642751575
- 『観音・地蔵・不動』 講談社現代新書、1996／吉川弘文館〈読みなおす日本史〉、2018 ISBN 9784642067621
- 『地獄と極楽 『往生要集』と貴族社会』 吉川弘文館〈歴史文化ライブラリー〉1998。オンデマンド版 2017 ISBN 9784642754514
- 『平安仏教と末法思想』 吉川弘文館、2006。オンデマンド版 2023 ISBN 9784642724531

## 編著
- 『観音信仰』 雄山閣出版「民衆宗教史叢書」、1982
- 『論集日本仏教史 第2巻　奈良時代』 雄山閣出版、1986
- 『論集奈良仏教 第1巻　奈良仏教の展開』 雄山閣出版、1994
- 『図説 日本仏教の歴史 平安時代』 佼成出版社、1996
- 『院政期の仏教』 吉川弘文館、1998
- 『観音信仰事典 神仏信仰事典シリーズ4』 戎光祥出版、2000
- 『日本の名僧2 行基 民衆の導者』 吉川弘文館、2004
- 『奈良・平安仏教の展開』 吉川弘文館、2006。11編、退任記念論集
- 『日本社会における仏と神』 吉川弘文館、2006。11編、退任記念論集

### 共編著
- 『日本仏教史』大隅和雄共編、梓出版社、1981、オンデマンド版2007
- 『日本名僧論集 第4巻 源信』大隅和雄共編、吉川弘文館、1983
- 『全集日本の古寺 第7巻　京の密教寺院』久野健共編、集英社、1985

### 入門書
- 『歴史にみる日本人と仏教』小栗純子共編、放送大学教材、1991
- 『図説 あらすじで読む日本の仏様』監修 青春出版社 2006
  - 『図説 あらすじでわかる！日本の仏』監修 青春出版社<青春新書>、2009
  - 『図説 仏教の世界を歩く！日本の仏』青春文庫 2022
- 『図説 生き方を洗いなおす！地獄と極楽』監修 青春出版社<青春新書>、2013

## 参考
- 「速水侑教授経歴・主要業績目録」東海史学 2006.3